# Foreste pluviali montane di Nuova Britannia-Nuova Irlanda
Le Foreste pluviali montane di Nuova Britannia - Nuova Irlanda sono una ecoregione terrestre della ecozona australasiana appartenente al bioma delle Foreste pluviali di latifoglie tropicali e subtropicali (codice ecoregione: AA0112) che si sviluppa per circa 12.200 km2 nelle isole di Nuova Britannia e Nuova Irlanda al largo della costa orientale dell'isola della Nuova Guinea.
Lo stato di conservazione è considerato critico.
La regione forma insieme ad altre l'ecoregione globale denominata Foreste umide delle isole Solomone, Vanuatu, Bismarck, inclusa nella lista Global 200.

## Territorio

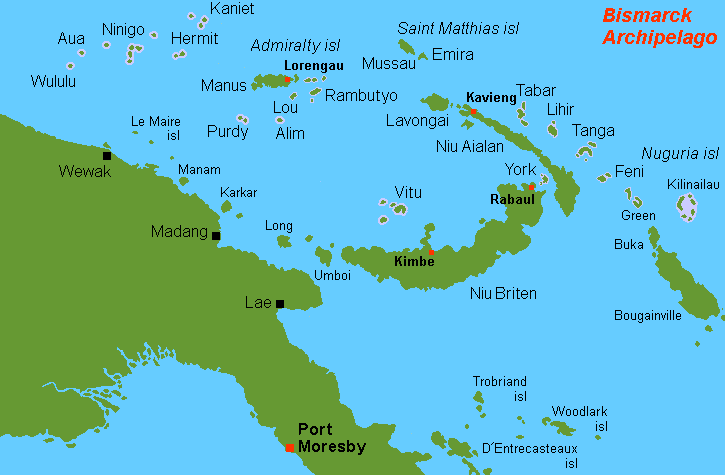
Carta dell'arcipelago di Bismark

L'ecoregione comprende le regioni montuose sopra i 1.000 m della Nuova Britannia e della Nuova Irlanda nella Papua Nuova Guinea (PNG).
Viceversa la foreste pluviali montane al di sotto dei 1.000 m sono state inserite nell'ecoregione denominata Foreste pluviali di pianura di Nuova Britannia-Nuova Irlanda (AA0111), mentre le foreste di pianura delle Isole dell'Ammiragliato sono state distinte nella ecoregione denominata Foreste pluviali di pianura delle isole dell'Ammiragliato (AA0101).
Nonostante la vicinanza dell'arcipelago di Bismarck alla Nuova Guinea e l'esistenza di piccole isole che sembrano essere i resti di un ponte di terra, l'arco insulare non è mai stato collegato alla terraferma. Le isole hanno rotto la superficie dell'oceano nel tardo Miocene (8-10 milioni di anni fa) come risultato del sollevamento vulcanico, e molti vulcani attivi esistono ancora (in particolare sulla Nuova Britannia). La maggior parte delle isole è composta da terreni vulcanici (acidi) e calcare. Il calcare costituisce il 30% della Nuova Britannia e quasi il 40% della Nuova Irlanda, ovvero l'intera metà settentrionale.
Il territorio interessato da questa ecoregione comprende un insieme di aree disgiunte che occupano le aree montane delle due isole maggiori dell'arcipelago Bismark, la Nuova Britannia e la Nuova Irlanda. 
Le catene montuose interessate della Nuova Britannia sono;
- monti Baining, con il Barurumea Ridge, a nord, nella penisola Gazelle;
- monte Ulawun, nella zona centro-orientale, un vulcano attivo che è il m onte più alto della NuovaBritannia (2.334 m);
- monti Nakanai, nella zona centro-orientale;
- Whiteman Range, nella zona centro-occidentale;
- monti Talawe e Langila, nella zona occidentale.

Le catene interessate della Nuova Irlanda sono:
- Hans Meyer Range, nella zona meridionale, con il monte Taron (2.340 m), la coma più alta delle isole Bismark;
- Verron Range, nella zona meridionale, parallela alle Hans Meyer Range, (separate dalla valle del fiume Weitin);
- Schleinitz Range con il Lelet Plateau, nella zona centrale.

Il clima dell'ecoregione è tropicale umido, con una quantità di precipitazioni medie annue che varia da circa 3.000 a più di 6.000 mm.

## Flora

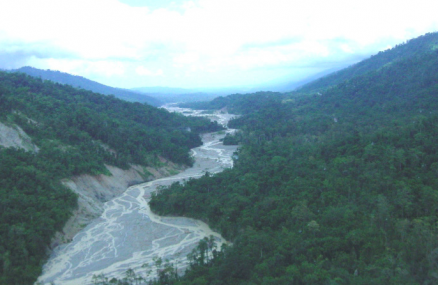
Foresta nella valle del fiume Weitin, Nuova Irlanda, 2014

La foresta pluvia di questa regione sfuma in quella della contigua regione delle Foreste pluviali di pianura di Nuova Britannia-Nuova Irlanda (AA0111) ed il confine tra vegetazione di pianura e montana è graduale. Convenzionalmente il confine è posto ai 1.000 m. slm, che segnano un punto di transizione in cui l'altezza della foresta diminuisce, le foglie degli alberi diventano più piccole e spesse e le chiome degli alberi diventano più piccole. Le temperature nella foresta montana diminuiscono con l'altitudine e l'umidità generalmente aumenta.
I generi di alberi caratteristici delle foreste montane inferiori, sono Araucaria, Lithocarpus, Castanopsis, Syzygium e Ilex. Il faggio (Nothofagus) e la quercia si trovano nella Nuova Guinea continentale e nella Nuova Britannia, ma sono assenti nella Nuova Irlanda. Le foreste d'alta quota della Nuova Irlanda sono dominate da Metrosideros salomonensis (Myrtaceae) alte 10-20 metri.
Non esistono set di dati botanici completi e moderni per i Bismarck e gran parte dell'area è sconosciuta in termini di biodiversità per qualsiasi taxa. Tuttavia, la Nuova Irlanda meridionale è stata esaminata botanicamente in due siti montani a 1.200 e 1.800 m. I risultati di questi due siti suggeriscono che gli alberi delle foreste montane della Nuova Irlanda sono meno diversificati del previsto, ma la diversità e l'abbondanza di epifite da 1.000 a 1.600 m sono impressionanti.
Sono state elencate diverse regioni montane all'interno della Nuova Britannia e della Nuova Irlanda come aree di elevata importanza biologica  (centri di diversità vegetale (CDP):
- Lelet Plateau, nelle Schleinitz Range, nella Nuova Irlanda;
- Namatanai meridionale, nella Nuova Irlanda;
- Hans Meyer Range, nella Nuova Irlanda,
- Willaumez Peninsula, nella Nuova Britannia;
- Whiteman Range, nella Nuova Britannia;
- Nakanai Mountains, nella Nuova Britannia;
- monti Sinewit e Burringa nella Nuova Britannia.

## Fauna

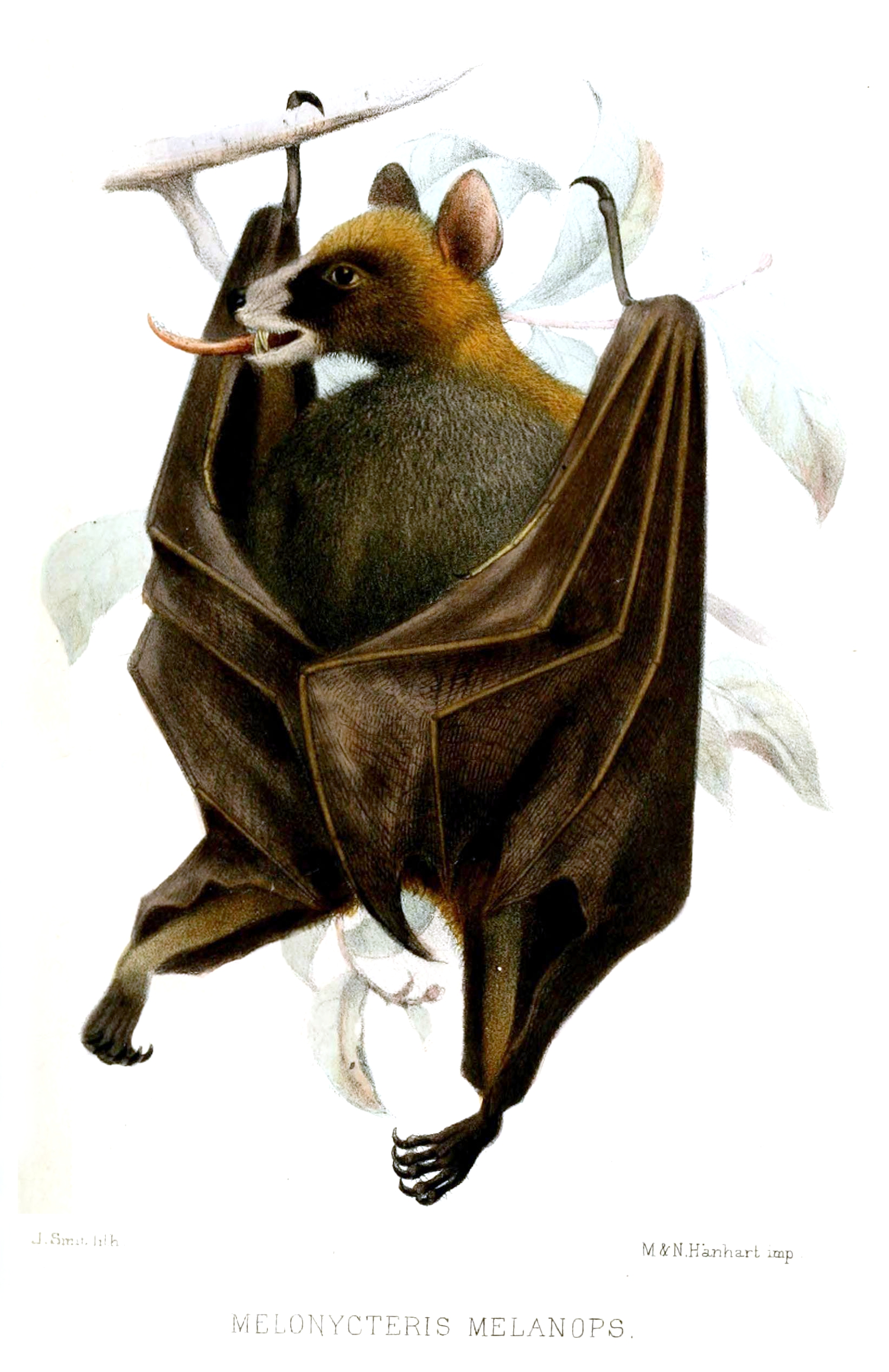
Melonycteris melanops, illustrazione di Joseph Smit, 1877

Dato l'ambiente estremo questa regione, ad eccezione dell'endemismo vegetale, presenta una ricchezza complessiva e un endemismo piuttosto bassi se confrontati con quelli di altre ecoregioni dell'Indo-Malesia.

### Mammalia
Ci sono quarantacinque specie di mammiferi nell'ecoregione. La maggior parte di queste specie sono pipistrelli (trentasei) in quattro famiglie (Pteropodidae, Emballonuridae, Rhinolophidae, Vespertilionidae), seguite da specie di roditori (Muridae). Nessuna specie di mammifero è strettamente endemica dell'ecoregione, ma otto sono quasi endemiche. Diverse specie sono elencate come minacciate (VU o superiore) dalla IUCN: il pademelon di Brown  (Thylogale browni), la volpe volante di Gilliard (Pteropus gilliardorum), il pipistrello dalle grandi orecchie (Emballonura dianae), il pipistrello dalle orecchie a tromba di Bismarck (Kerivoula myrella) e il ratto d'acqua della Nuova Britannia (Hydromys neobrittanicus).
Altre specie di mammiferi quasi endemici della regione includono:
- pipistrello della frutta dal dorso nudo di Andersen (Dobsonia anderseni);
- pipistrello della frutta dal dorso nudo della Nuova Britannia (Dobsonia praedatrix);
- pipistrello della frutta dal ventre nero (Melonycteris melanops);
- pipistrello della frutta dal naso a tubo (Nyctimene major);
- volpe volante dell'Ammiragliato (Pteropus admiralitatum);
- ratto gigante di Bismarck (Uromys neobritannicus).

### Aves

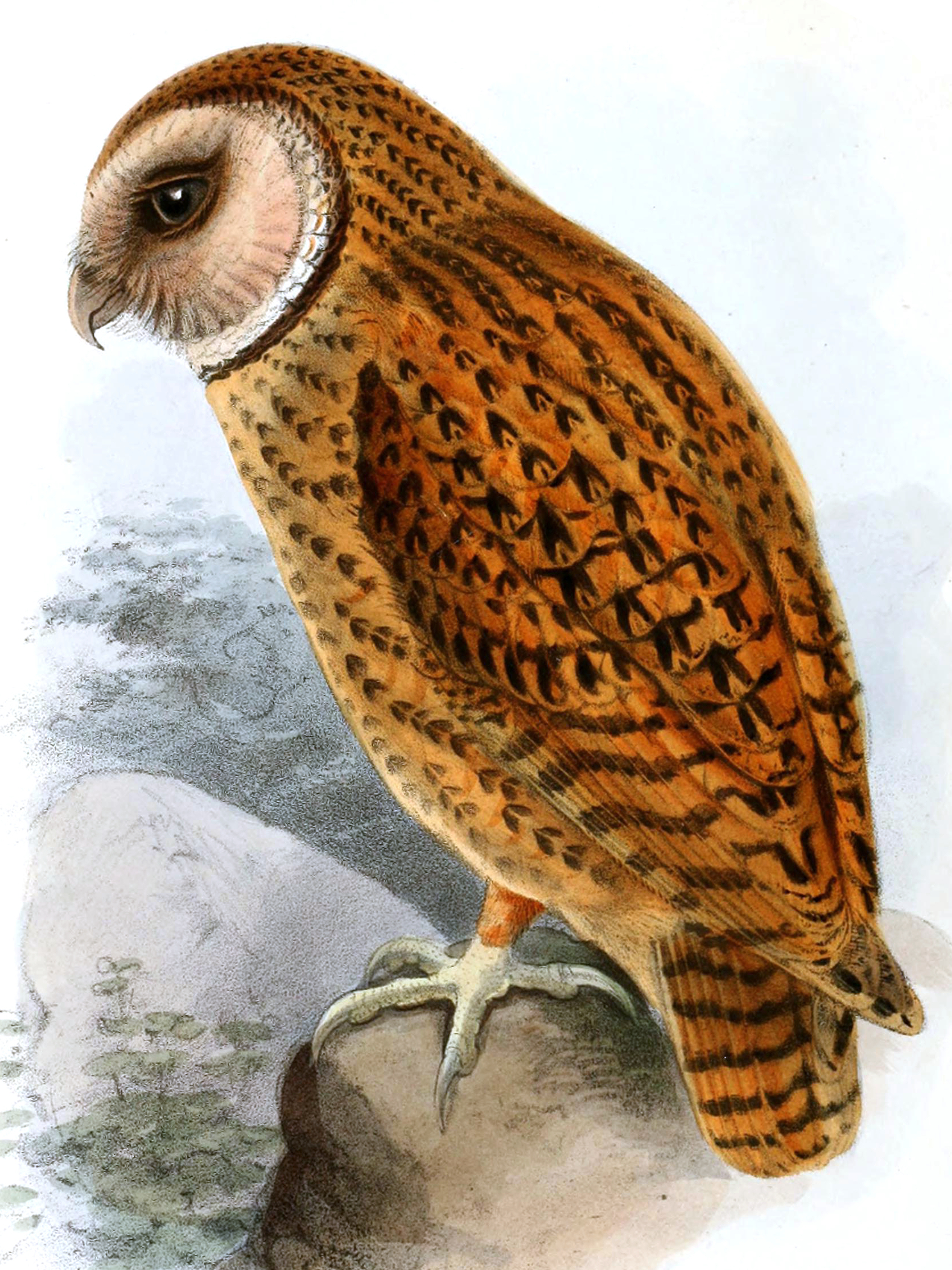
Tyto aurantia, illustrazione di John Gerrard Keulemans, 1882

Le foreste pluviali montane di Nuova Britannia e Nuova Irlanda contengono trenta specie di uccelli endemiche e quasi endemiche. L'ecoregione comprende le porzioni montuose dell'Endemic Bird Area (EBA) di Nuova Britannia e Nuova Irlanda.
Delle specie suddette, due sono elencate come minacciate (VU o superiore) dall'IUCN: il piccione dalle zampe gialle (Columba pallidiceps) e il barbagianni della Nuova Britannia (Tyto aurantia).
Altre specie endemiche della regione sono:
- Accipiter princeps o astore della Nuova Britannia;
- Megalurulus grosvenori o erbarolo delle Bismarck;
- Melidectes whitemanensis o succiamiele delle Bismarck.

Altre specie quasi endemiche della regione sono:
- Megapodius eremita o megapodio della Melanesia;
- Gallirallus insignis o rallo della Nuova Britannia;
- Ptilinopus solomonensis o colombo delle Salomone;
- Ptilinopus insolitus o colomba frugivora bernoccoluta;
- Ducula rubricera o piccione imperiale caruncolato;
- Ducula finschii o piccione imperiale di Finsch;
- Ducula melanochroa o piccione imperiale delle Bismarck;
- Lorius albidinucha o lori nucabianca;

## Conservazione
La principale minaccia dell'ecoregione dipende da operazioni di disboscamento che si estendono dalle pianure alle foreste montane. Il disboscamento porta anche alla proliferazione di specie non autoctone, che spesso surclassano le specie autoctone..
Lo stato di conservazione della regione è considerato in pericolo critico.
Nella regione vi sono alcune aree protette, fra cui:
- Area di gestione delle fauna selvatica di Klampun,nella Provincia della Nuova Britannia Orientale.[6]
- Area di gestione delle fauna selvatica di Kavakuna Caves, nel Distretto di Pomio, nella Provincia della Nuova Britannia Orientale.[7]